# قشلاق فرج إسماعيل (مقاطعة بيله سوار)
قشلاق فرج إسماعیل (بالفارسية: قشلاق فرج اسماعیل) هي منطقة سكنية تقع في إيران في أردبيل. يقدر عدد سكانها بـ 20 نسمة .